# Adolph von La Valette-St. George
Adolf Johann Hubert Freiherr von La Valette-St. George (ur. 14 listopada 1831 na zamku Auel koło Lohmaru, zm. 29 listopada 1910 w Bonn) – niemiecki zoolog i anatom.
Studiował na Uniwersytecie Fryderyka Wilhelma w Berlinie, Uniwersytecie Juliusza i Maksymiliana w Würzburgu oraz Uniwersytecie Ludwika i Maksymiliana w Monachium. W 1855 w Berlinie otrzymał tytuł doktora filozofii, a w 1857 tytuł doktora medycyny. W 1858 habilitował się na Reńskim Uniwersytecie Fryderyka Wilhelma w Bonn. W 1859 został prosektorem, w 1862 profesorem nadzwyczajnym, w 1875 profesorem zwyczajnym anatomii. Od 1852 był członkiem korporacji akademickiej Guestphalia Berlin. Rektor Uniwersytetu w Bonn w roku akademickim 1900/1901. Zmarł w 1910 roku, wspomnienia o nim napisali Hartwig i Waldeyer oraz Nussbaum.
Zajmował się głównie embriologią zwierząt. Przypisuje mu się jeden z pierwszych opisów aparatu Golgiego.
Razem z Heinrichem Wilhelmem Waldeyerem wydawał od 1875 „Archiv für mikroskopische Anatomie”.

## Wybrane prace
- Studien über die Entwickelung der Amphipoden. Halle, Verlag von H. W. Schmidt, 1860.
- Ueber eine neue Art amöboider Zellen. Archiv für mikroskopische Anatomie 1, s. 68–78, 1 pl. (1865)
- Ueber die Genese der Samenkörper[6]. (1867)
- De Spermatosomatum Evolutione in Plagiostomis. Bonnae: Caroli Georgi, [1878].
- Die Spermatogenese bei den Säugethieren und dem Menschen. Bonn, 1878
- Ueber den Bau der „Fettflosse“[7]. (1880)
- Ein neuer Fischbrutapparat[8]. (1882)
- Ueber innere Zwitterbildung beim Flusskrebs. Archiv für mikroskopische Anatomie 39, s. 504–524, 1 pl. (1892)
- Zur Samen-und Eibildung beim Seidenspinner (Bombyx mori). Archiv für mikroskopische Anatomie 1, 751–766, 2 pl. (1897)